# Newport (Shropshire)
Newport is een civil parish in het bestuurlijke gebied Telford and Wrekin, in het Engelse graafschap Shropshire. De plaats telt 11.387 inwoners.

## Geboren
- James Quibell (1867-1935), egyptoloog
- Reuben Jones (1932–1990), ruiter
- David Pallett (1990), dartsspeler

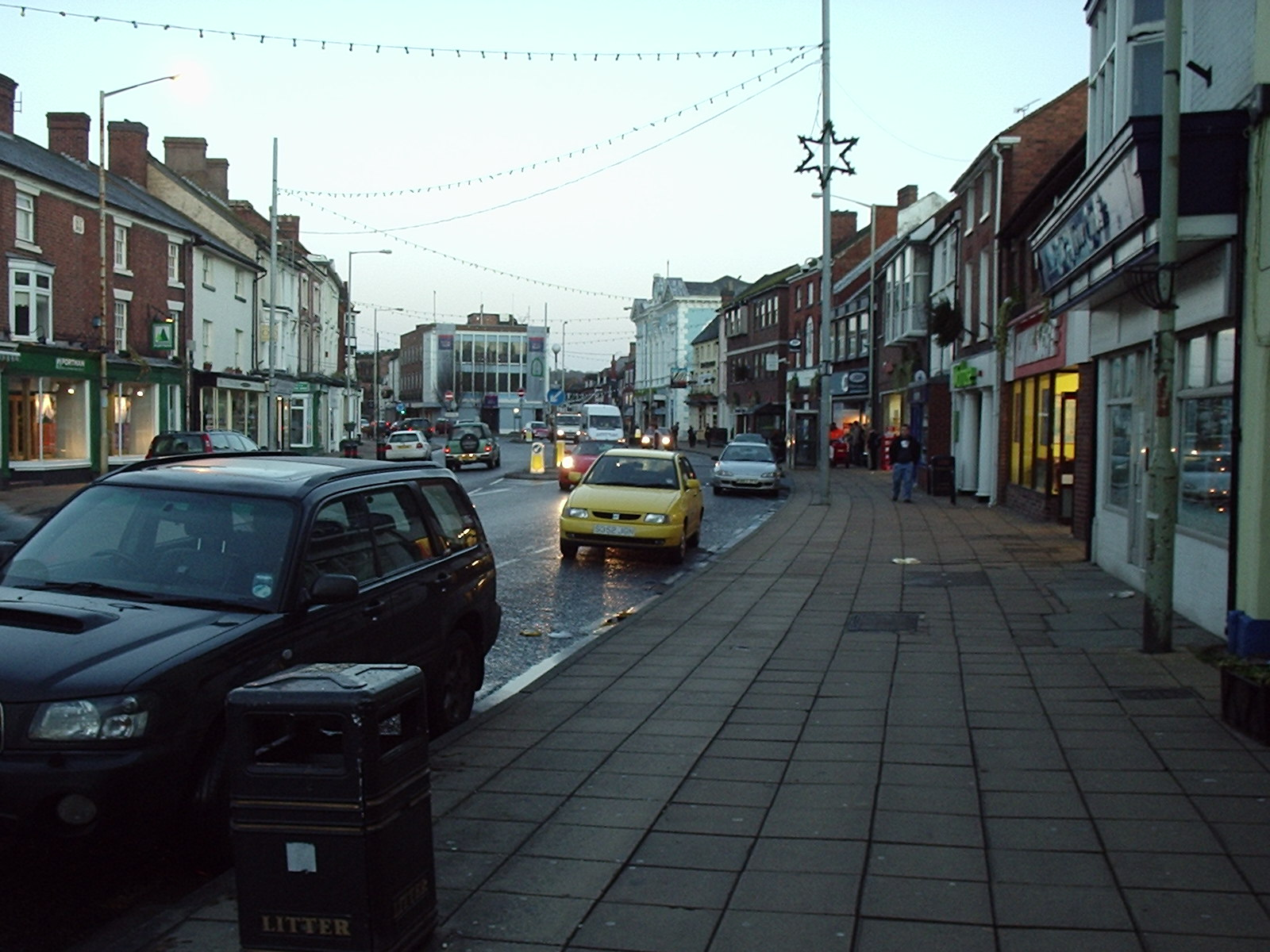
High Street, Newport
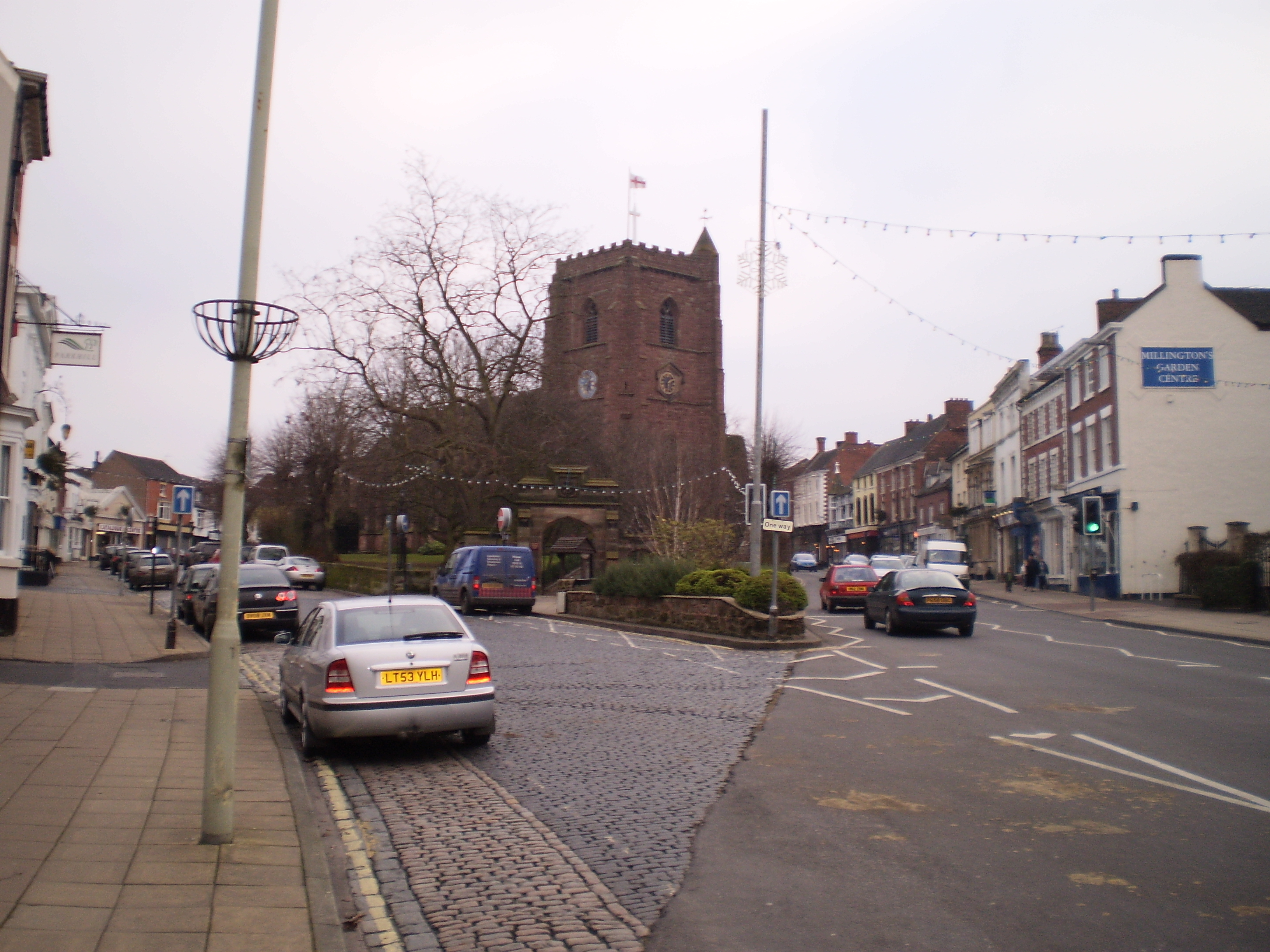
Kerk in Newport
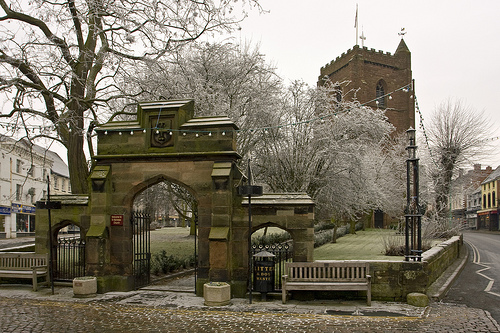
Kerk in Newport